# Brieux
Brieux is een gemeente in het Franse departement Orne (regio Normandië) en telt 92 inwoners (2009). De plaats maakt deel uit van het arrondissement Argentan.

## Geografie
De oppervlakte van Brieux bedraagt 5,3 km², de bevolkingsdichtheid is dus 17,4 inwoners per km².
De onderstaande kaart toont de ligging van Brieux met de belangrijkste infrastructuur en aangrenzende gemeenten.

## Demografie
Onderstaande figuur toont het verloop van het inwonertal (bron: INSEE-tellingen).